# Khvājeh Gīr
Khvājeh Gīr (persiska: خواجه گير) är en ort i Iran.   Den ligger i provinsen Bushehr, i den centrala delen av landet, 600 km söder om huvudstaden Teheran. Khvājeh Gīr ligger 16 meter över havet och antalet invånare är 123.
Terrängen runt Khvājeh Gīr är platt. Runt Khvājeh Gīr är det glesbefolkat, med 15 invånare per kvadratkilometer. Närmaste större samhälle är Bandar-e Deylam, 12,4 km väster om Khvājeh Gīr. Trakten runt Khvājeh Gīr är ofruktbar med lite eller ingen växtlighet.